# 科学飼料研究所
株式会社科学飼料研究所（かがくしりょうけんきゅうじょ、英文名称Scientific Feed Laboratory Co.,Ltd.）は、JA全農グループの飼料メーカー。

## 概要
牛用代用乳、豚用人工乳、養豚・養鶏・養牛・養魚用の飼料及び飼料添加物、動物用医薬品・医薬部外品の製造販売を中心に、養鶏場用の殺虫剤等の販売も行う。全農が71.25%出資しているほか、住友化学・第一三共・武田薬品工業も株主となっている。 

## 事業所
- 本社 - 東京都中央区八丁堀3-3-5
- 大田原工場 - 栃木県大田原市実取803
家畜・養魚用ワクチンおよび診断薬の製造

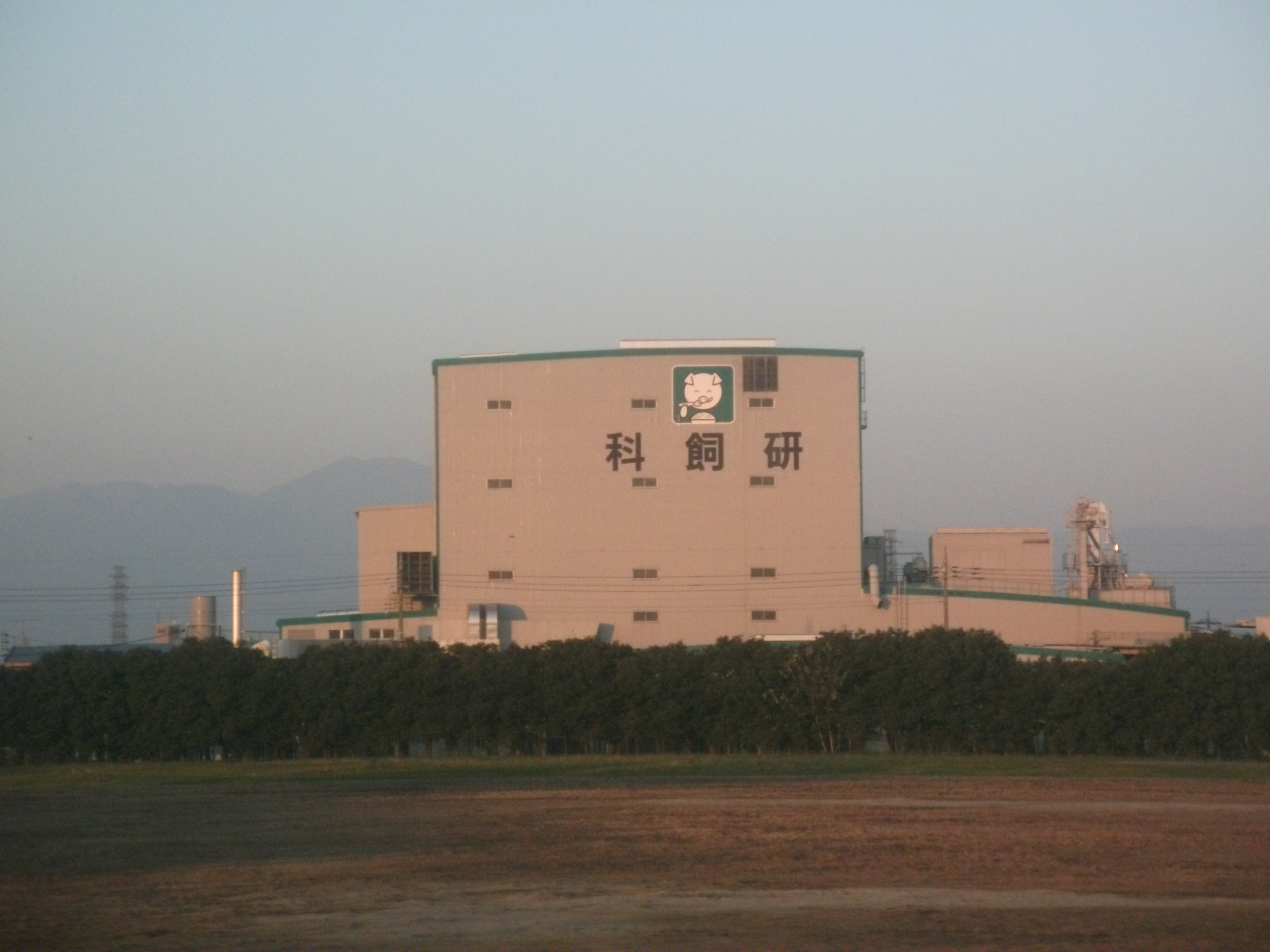
高崎工場

- 高崎工場・東日本事業所 - 群馬県高崎市宮原町3-3
牛用代用乳・豚用人工乳・養魚飼料・動物薬の製造、原体加工
- 龍野工場 - 兵庫県たつの市揖西町構字神田1-1
プレミックスの製造、原体加工
- 日向工場 - 宮崎県日向市大字日知屋字新開17371-17
豚用人工乳の製造、原体加工
- 札幌事業所 - 北海道札幌市中央区南1条東2丁目11-4
- 東日本事業所(東北駐在) - 岩手県紫波郡矢巾町流通ｾﾝﾀｰ南2-5-2(流通会館)
- 西日本事業所(北九州駐在) - 熊本県菊池郡大津町大字室1485-3
- 西日本事業所 - 鹿児島県曽於市大隅町月野1587-5

## 主な事業
- 代用乳・人工乳（畜産用）
- 養魚飼料
- 動物用医薬品・医薬部外品
- 原体加工
- プレミックス